# Modern Family/Episodenliste

Logo zur Serie

Diese Episodenliste enthält alle Episoden der US-amerikanischen Mockumentary-Comedy Modern Family, sortiert nach der US-amerikanischen Erstausstrahlung. Zwischen 2009 und 2020 entstanden in elf Staffeln insgesamt 250 Folgen mit einer Länge von jeweils 22 Minuten.

## Übersicht
| Staffel | Episodenanzahl | Erstausstrahlung USA | Erstausstrahlung USA | Deutschsprachige Erstausstrahlung | Deutschsprachige Erstausstrahlung |
| Staffel | Episodenanzahl | Staffelpremiere      | Staffelfinale        | Staffelpremiere                   | Staffelfinale                     |
| ------- | -------------- | -------------------- | -------------------- | --------------------------------- | --------------------------------- |
| 1       | 24             | 23. September 2009   | 19. Mai 2010         | 2. April 2012                     | 18. Juni 2012                     |
| 2       | 24             | 22. September 2010   | 25. Mai 2011         | 10. September 2012                | 25. Februar 2013                  |
| 3       | 24             | 21. September 2011   | 23. Mai 2012         | 29. August 2013                   | 13. Februar 2014                  |
| 4       | 24             | 26. September 2012   | 22. Mai 2013         | 4. September 2014                 | 12. Februar 2015                  |
| 5       | 24             | 25. September 2013   | 21. Mai 2014         | 30. Juli 2015                     | 12. Februar 2016                  |
| 6       | 24             | 24. September 2014   | 20. Mai 2015         | 15. September 2016                | 17. November 2016                 |
| 7       | 22             | 23. September 2015   | 18. Mai 2016         | 28. Juni 2018                     | 12. Juli 2018                     |
| 8       | 22             | 21. September 2016   | 17. Mai 2017         | 16. August 2018                   | 25. Oktober 2018                  |
| 9       | 22             | 27. September 2017   | 16. Mai 2018         | 1. November 2018                  | 17. Januar 2019                   |
| 10      | 22             | 26. September 2018   | 8. Mai 2019          | 20. Juni 2019                     | 29. August 2019                   |
| 11      | 18             | 25. September 2019   | 8. April 2020        | 17. September 2020                | 12. November 2020                 |

## Staffel 1
Die Erstausstrahlung der ersten Staffel war vom 23. September 2009 bis zum 19. Mai 2010 auf dem US-amerikanischen Sender ABC zu sehen. Die deutschsprachige Erstausstrahlung sendete der deutsche Free-TV-Sender RTL Nitro vom 2. April bis zum 18. Juni 2012.
| Nr. (ges.) | Nr. (St.) | Deutscher Titel                         | Originaltitel      | Erstausstrahlung USA | Deutschsprachige Erstausstrahlung (D) |
| ---------- | --------- | --------------------------------------- | ------------------ | -------------------- | ------------------------------------- |
| 1          | 1         | Schafe, schwarz und weiß                | Pilot              | 23. Sep. 2009        | 2. Apr. 2012                          |
| 2          | 2         | Wie verziehe ich mein Kind?             | The Bicycle Thief  | 30. Sep. 2009        | 2. Apr. 2012                          |
| 3          | 3         | Kletten und Kakteen                     | Come Fly With Me   | 7. Okt. 2009         | 9. Apr. 2012                          |
| 4          | 4         | Nichts als Ärger mit der Mutter         | The Incident       | 14. Okt. 2009        | 9. Apr. 2012                          |
| 5          | 5         | Viva la Gloria!                         | Coal Digger        | 21. Okt. 2009        | 16. Apr. 2012                         |
| 6          | 6         | Mit Poncho & Panflöte                   | Run for Your Wife  | 28. Okt. 2009        | 16. Apr. 2012                         |
| 7          | 7         | Kindheitstrauma-Taten                   | En Garde           | 4. Nov. 2009         | 23. Apr. 2012                         |
| 8          | 8         | Der falsche Song zur rechten Zeit?      | Great Expectations | 18. Nov. 2009        | 23. Apr. 2012                         |
| 9          | 9         | Fizbo ist wieder da!                    | Fizbo              | 25. Nov. 2009        | 30. Apr. 2012                         |
| 10         | 10        | Weihnachten kannst du dir abschmücken   | Undeck the Halls   | 9. Dez. 2009         | 30. Apr. 2012                         |
| 11         | 11        | Volles Nachtprogramm                    | Up All Night       | 6. Jan. 2010         | 7. Mai 2012                           |
| 12         | 12        | Nicht in meinem Haus                    | Not In My House    | 13. Jan. 2010        | 7. Mai 2012                           |
| 13         | 13        | 15 Prozent                              | Fifteen Percent    | 20. Jan. 2010        | 14. Mai 2012                          |
| 14         | 14        | Contenance für Anfänger                 | Moon Landing       | 3. Feb. 2010         | 14. Mai 2012                          |
| 15         | 15        | Die Liebenden auf dem Holzweg           | My Funky Valentine | 10. Feb. 2010        | 21. Mai 2012                          |
| 16         | 16        | Abenteuer der Angsthasen                | Fears              | 3. März 2010         | 21. Mai 2012                          |
| 17         | 17        | Wohin mit der Wahrheit?                 | Truth Be Told      | 10. März 2010        | 28. Mai 2012                          |
| 18         | 18        | Ein Himmel voller Sterne und Sternchen  | Starry Night       | 24. März 2010        | 28. Mai 2012                          |
| 19         | 19        | Neue Spielregeln                        | Game Changer       | 31. März 2010        | 4. Juni 2012                          |
| 20         | 20        | Auf der Ersatzbank                      | Benched            | 14. Apr. 2010        | 4. Juni 2012                          |
| 21         | 21        | Auf den Hund gekommen                   | Travels With Scout | 28. Apr. 2010        | 11. Juni 2012                         |
| 22         | 22        | Hawaii in weiter Ferne                  | Airport 2010       | 5. Mai 2010          | 11. Juni 2012                         |
| 23         | 23        | Hawaii und die Theorie der Entspannung  | Hawaii             | 12. Mai 2010         | 18. Juni 2012                         |
| 24         | 24        | Familienfoto und andere Schwierigkeiten | Family Portrait    | 19. Mai 2010         | 18. Juni 2012                         |

## Staffel 2
Die Erstausstrahlung der zweiten Staffel war vom 22. September 2010 bis zum 25. Mai 2011 auf dem US-amerikanischen Sender ABC zu sehen. Die deutschsprachige Erstausstrahlung sendete der deutsche Free-TV-Sender RTL Nitro vom 10. September 2012 bis zum 25. Februar 2013.
| Nr. (ges.) | Nr. (St.) | Deutscher Titel                    | Originaltitel              | Erstausstrahlung USA | Deutschsprachige Erstausstrahlung (D) |
| ---------- | --------- | ---------------------------------- | -------------------------- | -------------------- | ------------------------------------- |
| 25         | 1         | Karren, Kerle und Prinzessinnen    | The Old Wagon              | 22. Sep. 2010        | 10. Sep. 2012                         |
| 26         | 2         | Krisen, Küsse und Chunchullo       | The Kiss                   | 29. Sep. 2010        | 17. Sep. 2012                         |
| 27         | 3         | So ein Erdbeben ist ganz praktisch | Earthquake                 | 6. Okt. 2010         | 24. Sep. 2012                         |
| 28         | 4         | Der Fremde im Zug: Reloaded        | Strangers on a Treadmill   | 13. Okt. 2010        | 1. Okt. 2012                          |
| 29         | 5         | Mit Windmühlen gegen die Realität  | Unplugged                  | 20. Okt. 2010        | 8. Okt. 2012                          |
| 30         | 6         | Schreckgespenster zu Halloween     | Halloween                  | 27. Okt. 2010        | 29. Okt. 2012                         |
| 31         | 7         | Bei dir piep(s)t es wohl!          | Chirp                      | 3. Nov. 2010         | 15. Okt. 2012                         |
| 32         | 8         | Alles Gute zur ersten Lebenskrise! | Manny Get Your Gun         | 17. Nov. 2010        | 22. Okt. 2012                         |
| 33         | 9         | Die Hände deiner Mutter            | Mother Tucker              | 24. Nov. 2010        | 5. Nov. 2012                          |
| 34         | 10        | Biss die Kinder groß sind          | Dance Dance Revelation     | 8. Dez. 2010         | 12. Nov. 2012                         |
| 35         | 11        | Bremsen Sie Ihre Nachbarn          | Slow Down Your Neighbors   | 5. Jan. 2011         | 19. Nov. 2012                         |
| 36         | 12        | Unsere Kinder und wir              | Our Children, Ourselves    | 12. Jan. 2011        | 26. Nov. 2012                         |
| 37         | 13        | Claire und Phil in flagranti       | Caught in the Act          | 19. Jan. 2011        | 3. Dez. 2012                          |
| 38         | 14        | Vorsicht vor Liebenden!            | Bixby’s Back               | 9. Feb. 2011         | 10. Dez. 2012                         |
| 39         | 15        | Die Wilde aus Sedona               | Princess Party             | 16. Feb. 2011        | 17. Dez. 2012                         |
| 40         | 16        | Um Anteilnahme wird gebeten        | Regrets Only               | 23. Feb. 2011        | 24. Dez. 2012                         |
| 41         | 17        | Frauen unter sich … mit Phil       | Two Monkeys and a Panda    | 2. März 2011         | 7. Jan. 2013                          |
| 42         | 18        | Luke, ich bin dein Nachbar         | Boys’ Night                | 23. März 2011        | 14. Jan. 2013                         |
| 43         | 19        | Eine gewaltige Diva                | The Musical Man            | 13. Apr. 2011        | 21. Jan. 2013                         |
| 44         | 20        | Die Eltern im Hintergrund          | Someone to Watch Over Lily | 20. Apr. 2011        | 28. Jan. 2013                         |
| 45         | 21        | 3 Mütter                           | Mother’s Day               | 4. Mai 2011          | 4. Feb. 2013                          |
| 46         | 22        | Haften Kinder für ihre Eltern?     | Good Cop Bad Dog           | 11. Mai 2011         | 11. Feb. 2013                         |
| 47         | 23        | Botox und Benehmen                 | See You Next Fall          | 18. Mai 2011         | 18. Feb. 2013                         |
| 48         | 24        | Einer kam durch                    | The One That Got Away      | 25. Mai 2011         | 25. Feb. 2013                         |

## Staffel 3
Die Erstausstrahlung der dritten Staffel war vom 21. September 2011 bis 23. Mai 2012 auf dem US-amerikanischen Sender ABC zu sehen. Die deutschsprachige Erstausstrahlung wurde vom 29. August 2013 bis zum 13. Februar 2014 beim deutschen Free-TV-Sender RTL Nitro gesendet.
| Nr. (ges.) | Nr. (St.) | Deutscher Titel                   | Originaltitel           | Erstausstrahlung USA | Deutschsprachige Erstausstrahlung (D) | Regie           | Drehbuch                                       | Zuschauer (USA) |
| ---------- | --------- | --------------------------------- | ----------------------- | -------------------- | ------------------------------------- | --------------- | ---------------------------------------------- | --------------- |
| 49         | 1         | Experiment Touristenranch         | Dude Ranch              | 21. Sep. 2011        | 29. Aug. 2013                         | Jason Winer     | Paul Corrigan & Brad Walsh & Dan O’Shannon     | 14,54 Mio.      |
| 50         | 2         | Böses Blut in guten Kindern       | When Good Kids Go Bad   | 21. Sep. 2011        | 5. Sep. 2013                          | Michael Spiller | Jeffrey Richman                                | 15,10 Mio.      |
| 51         | 3         | Seil, Saft und Streit             | Phil On Wire            | 28. Sep. 2011        | 12. Sep. 2013                         | Jason Winer     | Danny Zuker Idee: Bianca Douglas & Danny Zuker | 13,45 Mio.      |
| 52         | 4         | Von Tür zu Tür                    | Door to Door            | 5. Okt. 2011         | 19. Sep. 2013                         | Chris Koch      | Bill Wrubel                                    | 13,24 Mio.      |
| 53         | 5         | Eitelkeiten                       | Hit and Run             | 12. Okt. 2011        | 26. Sep. 2013                         | Jason Winer     | Elaine Ko                                      | 13,65 Mio.      |
| 54         | 6         | Anfechtbare Ansichten             | Go Bullfrogs!           | 19. Okt. 2011        | 3. Okt. 2013                          | Scott Ellis     | Abraham Higginbotham                           | 13,04 Mio.      |
| 55         | 7         | Orientierungen, auch sexuelle     | Treehouse               | 2. Nov. 2011         | 10. Okt. 2013                         | Jason Winer     | Steven Levitan                                 | 13,37 Mio.      |
| 56         | 8         | Nach dem Feuer                    | After the Fire          | 16. Nov. 2011        | 17. Okt. 2013                         | Fred Savage     | Danny Zuker                                    | 12,91 Mio.      |
| 57         | 9         | Camerons Kürbisgeschichte         | Punkin Chunkin          | 23. Nov. 2011        | 24. Okt. 2013                         | Michael Spiller | Ben Karlin                                     | 12,72 Mio.      |
| 58         | 10        | Schneller die Glocken nie klingen | Express Christmas       | 7. Dez. 2011         | 31. Okt. 2013                         | Michael Spiller | Cindy Chupack                                  | 12,20 Mio.      |
| 59         | 11        | Die Stunden des lebenden Toten    | Lifetime Supply         | 4. Jan. 2012         | 7. Nov. 2013                          | Chris Koch      | Jeffrey Richman & Bill Wrubel                  | 14,03 Mio.      |
| 60         | 12        | Eier, Mütter und Gesang           | Egg Drop                | 11. Jan. 2012        | 14. Nov. 2013                         | Jason Winer     | Paul Corrigan & Brad Walsh                     | 12,12 Mio.      |
| 61         | 13        | Ein Mädchen, ein Wort!            | Little Bo Bleep         | 18. Jan. 2012        | 21. Nov. 2013                         | Chris Koch      | Cindy Chupack                                  | 11,89 Mio.      |
| 62         | 14        | Ich? Eifersüchtig?                | Me? Jealous?            | 8. Feb. 2012         | 28. Nov. 2013                         | Michael Spiller | Ben Karlin                                     | 12,90 Mio.      |
| 63         | 15        | Tante Mommy                       | Aunt Mommy              | 15. Feb. 2012        | 5. Dez. 2013                          | Michael Spiller | Abraham Higginbotham & Dan O’Shannon           | 11,23 Mio.      |
| 64         | 16        | Aber eigentlich…                  | Virgin Territory        | 22. Feb. 2012        | 12. Dez. 2013                         | Jason Winer     | Elaine Ko                                      | 11,54 Mio.      |
| 65         | 17        | 29. Februar                       | Leap Day                | 29. Feb. 2012        | 19. Dez. 2013                         | Gail Mancuso    | Danny Zuker                                    | 11,63 Mio.      |
| 66         | 18        | Clownstheater                     | Send Out the Clowns     | 14. März 2012        | 2. Jan. 2014                          | Steven Levitan  | Steven Levitan & Jeffrey Richman & Bill Wrubel | 10,60 Mio.      |
| 67         | 19        | Qual der Wahl                     | Election Day            | 11. Apr. 2012        | 9. Jan. 2014                          | Bryan Cranston  | Ben Karlin                                     | 10,35 Mio.      |
| 68         | 20        | Adieu Walt                        | The Last Walt           | 18. Apr. 2012        | 16. Jan. 2014                         | Michael Spiller | Dan O’Shannon, Paul Corrigan & Brad Walsh      | 10,21 Mio.      |
| 69         | 21        | Einige unerwartete Reisen         | Planes, Trains and Cars | 2. Mai 2012          | 23. Jan. 2014                         | Michael Spiller | Paul Corrigan & Brad Walsh                     | 10,06 Mio.      |
| 70         | 22        | Vergnügungstour ohne Gewähr       | Disneyland              | 9. Mai 2012          | 30. Jan. 2014                         | James Bagdonas  | Cindy Chupack                                  | 10,58 Mio.      |
| 71         | 23        | Tableau vivant                    | Tableau Vivant          | 16. Mai 2012         | 6. Feb. 2014                          | Gail Mancuso    | Elaine Ko & Jeffrey Richman & Bill Wrubel      | 9,36 Mio.       |
| 72         | 24        | Babyleicht?                       | Baby on Board           | 23. Mai 2012         | 13. Feb. 2014                         | Steven Levitan  | Abraham Higginbotham                           | 10,07 Mio.      |

## Staffel 4
Die Erstausstrahlung der vierten Staffel war vom 26. September 2012 bis 22. Mai 2013 auf dem US-amerikanischen Sender ABC zu sehen. Die deutschsprachige Erstausstrahlung wurde vom 4. September 2014 bis zum 12. Februar 2015 beim deutschen Free-TV-Sender RTL Nitro gesendet.
| Nr. (ges.) | Nr. (St.) | Deutscher Titel               | Originaltitel         | Erstausstrahlung USA | Deutschsprachige Erstausstrahlung (D) | Regie                | Drehbuch                                                                                        | Zuschauer (USA) |
| ---------- | --------- | ----------------------------- | --------------------- | -------------------- | ------------------------------------- | -------------------- | ----------------------------------------------------------------------------------------------- | --------------- |
| 73         | 1         | Die Erben der Pritchetts      | Bringing Up Baby      | 26. Sep. 2012        | 4. Sep. 2014                          | Steven Levitan       | Paul Corrigan & Brad Walsh                                                                      | 14,44 Mio.      |
| 74         | 2         | Harte Schule                  | Schooled              | 10. Okt. 2012        | 4. Sep. 2014                          | Jeff Melman          | Steven Levitan & Dan O’Shannon                                                                  | 12,08 Mio.      |
| 75         | 3         | Schnipp und schnapp?          | Snip                  | 10. Okt. 2012        | 11. Sep. 2014                         | Gail Mancuso         | Danny Zuker                                                                                     | 12,31 Mio.      |
| 76         | 4         | Die Flucht des Butlers        | The Butler’s Escape   | 17. Okt. 2012        | 18. Sep. 2014                         | Beth McCarthy-Miller | Bill Wrubel                                                                                     | 12,24 Mio.      |
| 77         | 5         | Tag des offenen Horrors       | Open House of Horrors | 24. Okt. 2012        | 25. Sep. 2014                         | Jim Bagdonas         | Elaine Ko                                                                                       | 12,52 Mio.      |
| 78         | 6         | Mr. Grumpy                    | Yard Sale             | 31. Okt. 2012        | 2. Okt. 2014                          | Gail Mancuso         | Abraham Higginbotham                                                                            | 10,62 Mio.      |
| 79         | 7         | Haleys kurze Karriere         | Arrested              | 7. Nov. 2012         | 9. Okt. 2014                          | Gail Mancuso         | Becky Mann                                                                                      | 12,43 Mio.      |
| 80         | 8         | Verknallt in Phil             | Mistery Date          | 14. Nov. 2012        | 16. Okt. 2014                         | Beth McCarthy-Miller | Jeffrey Richman                                                                                 | 11,89 Mio.      |
| 81         | 9         | Mein Freund, der Baum         | When a Tree Falls     | 28. Nov. 2012        | 23. Okt. 2014                         | Steven Levitan       | Ben Karlin                                                                                      | 12,01 Mio.      |
| 82         | 10        | Rohdiamant                    | Diamond in the Rough  | 12. Dez. 2012        | 30. Okt. 2014                         | Gail Mancuso         | Dan O’Shannon, Becky Mann & Audra Sielaff                                                       | 10,94 Mio.      |
| 83         | 11        | Wir sind das Frischfleisch?   | New Year’s Eve        | 9. Jan. 2013         | 6. Nov. 2014                          | Fred Goss            | Abraham Higginbotham & Jeffrey Richman                                                          | 12,04 Mio.      |
| 84         | 12        | Kinder der Liebe              | Party Crasher         | 16. Jan. 2013        | 13. Nov. 2014                         | Fred Savage          | Danny Zuker & Christopher Lloyd                                                                 | 11,01 Mio.      |
| 85         | 13        | Fulgencio geht halt gar nicht | Fulgencio             | 23. Jan. 2013        | 20. Nov. 2014                         | Lev L. Spiro         | Bill Wrubel                                                                                     | 10,83 Mio.      |
| 86         | 14        | Die Phantome der Oper         | A Slight at the Opera | 6. Feb. 2013         | 27. Nov. 2014                         | Jim Bagdonas         | Paul Corrigan & Brad Walsh                                                                      | 9,83 Mio.       |
| 87         | 15        | Der Schlaf der Vernunft       | Heart Broken          | 13. Feb. 2013        | 4. Dez. 2014                          | Beth McCarthy-Miller | Danny Zuker                                                                                     | 10,05 Mio.      |
| 88         | 16        | Haarspaltereien               | Bad Hair Day          | 20. Feb. 2013        | 11. Dez. 2014                         | Gail Mancuso         | Elaine Ko                                                                                       | 10,62 Mio.      |
| 89         | 17        | Irritierte Trauzeugen         | Best Men              | 27. Feb. 2013        | 18. Dez. 2014                         | Steven Levitan       | Dan O’Shannon & Abraham Higginbotham Idee: Dan O’Shannon, Abraham Higginbotham & Bianca Douglas | 10,53 Mio.      |
| 90         | 18        | Der Wow-Faktor                | The Wow Factor        | 27. März 2013        | 25. Dez. 2014                         | Steven Levitan       | Ben Karlin                                                                                      | 9,09 Mio.       |
| 91         | 19        | Die Dunphys der Zukunft?      | The Future Dunphys    | 3. Apr. 2013         | 8. Jan. 2015                          | Ryan Case            | Elaine Ko                                                                                       | 10,88 Mio.      |
| 92         | 20        | Lass uns übertreiben          | Flip Flop             | 10. Apr. 2013        | 15. Jan. 2015                         | Gail Mancuso         | Jeffrey Richman & Bill Wrubel                                                                   | 10,38 Mio.      |
| 93         | 21        | Lügen haben große Scheine     | Career Day            | 1. Mai 2013          | 22. Jan. 2015                         | Jim Hensz            | Paul Corrigan & Brad Walsh                                                                      | 9,64 Mio.       |
| 94         | 22        | Der Super-Ex                  | My Hero               | 8. Mai 2013          | 29. Jan. 2015                         | Gail Mancuso         | Abraham Higginbotham                                                                            | 9,02 Mio.       |
| 95         | 23        | Homo ludens                   | Games People Play     | 15. Mai 2013         | 5. Feb. 2015                          | Alisa Statman        | Ben Karlin Idee: Danny Zuker                                                                    | 10,03 Mio.      |
| 96         | 24        | Trauer sucht Frau             | Goodnight Gracie      | 22. Mai 2013         | 12. Feb. 2015                         | Steven Levitan       | Steven Levitan & Jeffrey Richman                                                                | 10,01 Mio.      |

## Staffel 5
Die Erstausstrahlung der fünften Staffel war vom 25. September 2013 bis zum 21. Mai 2014 auf dem US-amerikanischen Sender ABC zu sehen. Die deutschsprachige Erstausstrahlung sendete RTL Nitro vom 30. Juli 2015 bis zum 12. Februar 2016.
| Nr. (ges.) | Nr. (St.) | Deutscher Titel                             | Originaltitel           | Erstausstrahlung USA | Deutschsprachige Erstausstrahlung (D) | Regie                | Drehbuch                                               |
| ---------- | --------- | ------------------------------------------- | ----------------------- | -------------------- | ------------------------------------- | -------------------- | ------------------------------------------------------ |
| 97         | 1         | Plötzlich, im letzten Sommer                | Suddenly, Last Summer   | 25. Sep. 2013        | 30. Juli 2015                         | James Bagdonas       | Jeffrey Richman                                        |
| 98         | 2         | Erste Tage                                  | First Days              | 25. Sep. 2013        | 6. Aug. 2015                          | Steven Levitan       | Paul Corrigan & Brad Walsh                             |
| 99         | 3         | Larrys Frau                                 | Larry’s Wife            | 2. Okt. 2013         | 13. Aug. 2015                         | Jeffrey Walker       | Bill Wrubel                                            |
| 100        | 4         | Nicht gut zu Vögeln                         | Farm Strong             | 9. Okt. 2013         | 20. Aug. 2015                         | Alisa Statman        | Elaine Ko                                              |
| 101        | 5         | Rate mal, wer versucht, zum Essen zu kommen | The Late Show           | 16. Okt. 2013        | 27. Aug. 2015                         | Beth McCarthy-Miller | Abraham Higginbotham                                   |
| 102        | 6         | Gute Geister                                | The Help                | 23. Okt. 2013        | 10. Sep. 2015                         | Jim Hensz            | Danny Zuker                                            |
| 103        | 7         | Erinnerungen mit Zukunft                    | A Fair to Remember      | 13. Nov. 2013        | 17. Sep. 2015                         | Beth McCarthy-Miller | Emily Spivey                                           |
| 104        | 8         | Houston, wir haben ein Problem              | ClosetCon ’13           | 20. Nov. 2013        | 24. Sep. 2015                         | Fred Savage          | Ben Karlin                                             |
| 105        | 9         | Familie Sisyphos                            | The Big Game            | 4. Dez. 2013         | 1. Okt. 2015                          | Beth McCarthy-Miller | Megan Ganz                                             |
| 106        | 10        | Der alte Mann und der Baum                  | The Old Man & the Tree  | 11. Dez. 2013        | 8. Okt. 2015                          | Bryan Cranston       | Paul Corrigan & Brad Walsh                             |
| 107        | 11        | Spontan überlegt                            | And One to Grow On      | 8. Jan. 2014         | 1. Jan. 2016                          | Gail Mancuso         | Jeffrey Richman                                        |
| 108        | 12        | Der Preis des Strebens                      | Under Pressure          | 15. Jan. 2014        | 1. Jan. 2016                          | James Bagdonas       | Elaine Ko                                              |
| 109        | 13        | Das Abendessen ist gegessen                 | Three Dinners           | 22. Jan. 2014        | 8. Jan. 2016                          | Steven Levitan       | Abraham Higginbotham, Steven Levitan & Jeffrey Richman |
| 110        | 14        | Spione wie wir                              | iSpy                    | 5. Feb. 2014         | 8. Jan. 2016                          | Gail Mancuso         | Abraham Higginbotham                                   |
| 111        | 15        | Kleine Schwächen der Pritchetts             | The Feud                | 26. Feb. 2014        | 15. Jan. 2016                         | Ryan Case            | Dan O’Shannon Idee: Christopher Lloyd                  |
| 112        | 16        | Ein Anfänger ist kein Meister               | Spring-a-Ding-Fling     | 5. März 2014         | 15. Jan. 2016                         | Gail Mancuso         | Ben Karlin                                             |
| 113        | 17        | Die Kinder der anderen                      | Other People’s Children | 12. März 2014        | 22. Jan. 2016                         | Jim Hensz            | Megan Ganz                                             |
| 114        | 18        | Verwirrendes Vegas                          | Las Vegas               | 26. März 2014        | 22. Jan. 2016                         | Gail Mancuso         | Paul Corrigan & Brad Walsh & Bill Wrubel               |
| 115        | 19        | A Hard Jay’s Night                          | A Hard Jay’s Night      | 2. Apr. 2014         | 29. Jan. 2016                         | Beth McCarthy-Miller | Megan Ganz & Ben Karlin                                |
| 116        | 20        | Und die Welt steht Kopf                     | Australia               | 23. Apr. 2014        | 29. Jan. 2016                         | Steven Levitan       | Elaine Ko & Danny Zuker                                |
| 117        | 21        | Friede, Freude, Familienfoto                | Sleeper                 | 30. Apr. 2014        | 5. Feb. 2016                          | Ryan Case            | Paul Corrigan, Brad Walsh & Bill Wrubel                |
| 118        | 22        | Der Groschen ist gefallen                   | Message Received        | 7. Mai 2014          | 5. Feb. 2016                          | Jeffrey Walker       | Steven Levitan                                         |
| 119        | 23        | Hochzeit auf Hochtouren (1)                 | The Wedding (1)         | 14. Mai 2014         | 12. Feb. 2016                         | Steven Levitan       | Abraham Higginbotham, Ben Karlin & Jeffrey Richman     |
| 120        | 24        | Hochzeit auf Hochtouren (2)                 | The Wedding (2)         | 21. Mai 2014         | 12. Feb. 2016                         | Alisa Statman        | Megan Ganz, Christopher Lloyd & Dan O’Shannon          |

## Staffel 6
Die Erstausstrahlung der sechsten Staffel war vom 24. September 2014 bis zum 20. Mai 2015 auf dem US-amerikanischen Sender ABC zu sehen. Die deutschsprachige Erstausstrahlung sendete der deutsche Free-TV-Sender RTL Nitro vom 15. September bis zum 17. November 2016.
| Nr. (ges.) | Nr. (St.) | Deutscher Titel                                      | Originaltitel                     | Erstausstrahlung USA | Deutschsprachige Erstausstrahlung (D) | Regie                | Drehbuch                                            |
| ---------- | --------- | ---------------------------------------------------- | --------------------------------- | -------------------- | ------------------------------------- | -------------------- | --------------------------------------------------- |
| 121        | 1         | Flittern für die Ewigkeit                            | The Long Honeymoon                | 24. Sep. 2014        | 15. Sep. 2016                         | Beth McCarthy-Miller | Danny Zuker                                         |
| 122        | 2         | Nicht drücken                                        | Do Not Push                       | 1. Okt. 2014         | 15. Sep. 2016                         | Gail Mancuso         | Megan Ganz                                          |
| 123        | 3         | Wer mehrmals niest, dem glaubt man nicht             | The Cold                          | 8. Okt. 2014         | 22. Sep. 2016                         | Jim Hensz            | Rick Weiner & Kenny Schwartz                        |
| 124        | 4         | Bis zum Wahnsinn lieben                              | Marco Polo                        | 15. Okt. 2014        | 22. Sep. 2016                         | Fred Savage          | Elaine Ko                                           |
| 125        | 5         | Gute Nachbarn, schlechte Nachbarn                    | Won’t You Be Our Neighbor         | 22. Okt. 2014        | 29. Sep. 2016                         | Gail Mancuso         | Paul Corrigan & Brad Walsh                          |
| 126        | 6         | Halloween 3 – Die Rache der Claire Dunphy            | Halloween 3: AwesomeLand          | 29. Okt. 2014        | 29. Sep. 2016                         | Gail Mancuso         | Paul Corrigan, Brad Walsh & Abraham Higginbotham    |
| 127        | 7         | Mit anderen Augen und ganzem Herzen                  | Queer Eyes, Full Hearts           | 12. Nov. 2014        | 13. Okt. 2016                         | Jason Winer          | Stephen Lloyd                                       |
| 128        | 8         | Truthähne, eins, zwei, drei                          | Three Turkeys                     | 19. Nov. 2014        | 13. Okt. 2016                         | Beth McCarthy-Miller | Jeffrey Richman                                     |
| 129        | 9         | Der Besuch der durchgeknallten Dame                  | Strangers in the Night            | 3. Dez. 2014         | 20. Okt. 2016                         | Fred Savage          | Chuck Tatham                                        |
| 130        | 10        | Haleys 21. Geburtstag und die Reifeprüfung der Gäste | Haley’s 21st Birthday             | 10. Dez. 2014        | 20. Okt. 2016                         | Alisa Statman        | Abraham Higginbotham                                |
| 131        | 11        | Der Tag, an dem wir fast gestorben wären             | The Day We Almost Died            | 7. Jan. 2015         | 27. Okt. 2016                         | James Bagdonas       | Danny Zuker                                         |
| 132        | 12        | Schwere Geschütze                                    | The Big Guns                      | 14. Jan. 2015        | 27. Okt. 2016                         | Jeffrey Walker       | Vali Chandrasekaran                                 |
| 133        | 13        | Ausschlaggebende Entscheidungen                      | Rash Decisions                    | 4. Feb. 2015         | 3. Nov. 2016                          | Jim Hensz            | Daisy Gardner Idee: Anthony Lombardo & Clint McCray |
| 134        | 14        | Wenn Schwestern lästern am Valentinstag              | Valentine’s Day 4: Twisted Sister | 11. Feb. 2015        | 3. Nov. 2016                          | Fred Savage          | Jeffrey Richman                                     |
| 135        | 15        | Liebe vergeht wie im Flug                            | Fight or Flight                   | 18. Feb. 2015        | 3. Nov. 2016                          | Steven Levitan       | Abraham Higginbotham                                |
| 136        | 16        | Folgen bedenken und Hirne verrenken                  | Connection Lost                   | 25. Feb. 2015        | 3. Nov. 2016                          | Steven Levitan       | Steven Levitan & Megan Ganz                         |
| 137        | 17        | Ein Schrank – Gott sei Dank!                         | Closet? You’ll Love It!           | 4. März 2015         | 10. Nov. 2016                         | Ryan Case            | Elaine Ko                                           |
| 138        | 18        | Lust und Launen                                      | Spring Break                      | 25. März 2015        | 10. Nov. 2016                         | Gail Mancuso         | Paul Corrigan & Brad Walsh                          |
| 139        | 19        | Gut gegrillt, Löwe?                                  | Grill, Interrupted                | 1. Apr. 2015         | 10. Nov. 2016                         | James Bagdonas       | Paul Corrigan, Brad Walsh & Jeffrey Richman         |
| 140        | 20        | Kapriolen                                            | Knock ’Em Down                    | 22. Apr. 2015        | 10. Nov. 2016                         | Beth McCarthy-Miller | Rick Wiener & Kenny Schwartz                        |
| 141        | 21        | Revolution am Rande                                  | Integrity                         | 29. Apr. 2015        | 17. Nov. 2016                         | Chris Koch           | Stephen Lloyd & Chuck Tatham                        |
| 142        | 22        | Die Stunde der Patriotin                             | Patriot Games                     | 6. Mai 2015          | 17. Nov. 2016                         | Alisa Statman        | Vali Chandrasekaran                                 |
| 143        | 23        | Die Situation der Emotion                            | Crying Out Loud                   | 13. Mai 2015         | 17. Nov. 2016                         | Ryan Case            | Megan Ganz, Stephen Lloyd & Chuck Tathum            |
| 144        | 24        | American Skyper                                      | American Skyper                   | 20. Mai 2015         | 17. Nov. 2016                         | Steven Levitan       | Elaine Ko                                           |

## Staffel 7
Die Erstausstrahlung der siebten Staffel war vom 23. September 2015 bis zum 18. Mai 2016 auf dem US-amerikanischen Sender ABC zu sehen. Die deutschsprachige Erstausstrahlung sendete der deutsche Free-TV-Sender NOW US vom 28. Juni bis zum 12. Juli 2018.
| Nr. (ges.) | Nr. (St.) | Deutscher Titel                                 | Originaltitel                 | Erstausstrahlung USA | Deutschsprachige Erstausstrahlung (D) | Regie                | Drehbuch                      |
| ---------- | --------- | ----------------------------------------------- | ----------------------------- | -------------------- | ------------------------------------- | -------------------- | ----------------------------- |
| 145        | 1         | Im Sommer der leidenden Liebenden               | Summer Lovin’                 | 23. Sep. 2015        | 28. Juni 2018                         | Jim Hensz            | Abraham Higginbotham          |
| 146        | 2         | Am Tag, als Alex auf das College ging           | The Day Alex Left for College | 30. Sep. 2015        | 28. Juni 2018                         | Jeffrey Walker       | Danny Zuker                   |
| 147        | 3         | Dein Leben & ich                                | The Closet Case               | 7. Okt. 2015         | 29. Juni 2018                         | Beth McCarthy-Miller | Paul Corrigan & Brad Walsh    |
| 148        | 4         | Ent-Man                                         | She Crazy                     | 14. Okt. 2015        | 29. Juni 2018                         | Gail Mancuso         | Elaine Ko                     |
| 149        | 5         | Ungeschickt zum Ziel                            | The Verdict                   | 21. Okt. 2015        | 2. Juli 2018                          | Alisa Statman        | Chuck Tatham                  |
| 150        | 6         | Antreibender Zweifel                            | The More You Ignore Me        | 11. Nov. 2015        | 2. Juli 2018                          | Gail Mancuso         | Vali Chandrasekaran           |
| 151        | 7         | Phils Haus ist einfach zu sexy                  | Phil’s Sexy, Sexy House       | 18. Nov. 2015        | 3. Juli 2018                          | Beth McCarthy-Miller | Stephen Lloyd                 |
| 152        | 8         | Räum deine Ramsch-Schublade auf                 | Clean Out Your Junk Drawer    | 2. Dez. 2015         | 3. Juli 2018                          | Steven Levitan       | Steven Levitan                |
| 153        | 9         | Ihr Kinderlein kommet, o kloppt euch doch all’! | White Christmas               | 9. Dez. 2015         | 4. Juli 2018                          | Gail Mancuso         | Andy Gordon & Jon Pollack     |
| 154        | 10        | Beinahe Barbra Streisand                        | Playdates                     | 6. Jan. 2016         | 4. Juli 2018                          | Claire Scanlon       | Jeffrey Richman               |
| 155        | 11        | Breite deine Flügel aus                         | Spread Your Wings             | 13. Jan. 2016        | 5. Juli 2018                          | James Bagdonas       | Vanessa McCarthy & Ryan Walls |
| 156        | 12        | Aus Alt mach Neu                                | Clean for a Day               | 10. Feb. 2016        | 5. Juli 2018                          | Beth McCarthy-Miller | Paul Corrigan & Brad Walsh    |
| 157        | 13        | Hör’ mal, wer da klopft!                        | Thunk in the Trunk            | 17. Feb. 2016        | 6. Juli 2018                          | Phil Traill          | Elaine Ko                     |
| 158        | 14        | Sturm und Drang                                 | The Storm                     | 24. Feb. 2016        | 6. Juli 2018                          | James Bagdonas       | Danny Zuker                   |
| 159        | 15        | Wie macht sie das nur?                          | I Don’t Know How She Does It  | 2. März 2016         | 9. Juli 2018                          | Ryan Case            | Jeffrey Richman               |
| 160        | 16        | In der Kunst der Täuschung                      | The Cover Up                  | 16. März 2016        | 9. Juli 2018                          | Jim Hensz            | Chuck Tatham                  |
| 161        | 17        | Express Yourself                                | Express Yourself              | 23. März 2016        | 10. Juli 2018                         | Alisa Statman        | Abraham Higginbotham          |
| 162        | 18        | Im Rausch der Gummibärchen                      | The Party                     | 6. Apr. 2016         | 10. Juli 2018                         | Steven Levitan       | Vali Chandrasekaran           |
| 163        | 19        | Alle ersetzen die Wahrheit                      | Man Shouldn’t Lie             | 13. Apr. 2016        | 11. Juli 2018                         | Gail Mancuso         | Andy Gordon                   |
| 164        | 20        | Stolz und Urteil                                | Promposal                     | 4. Mai 2016          | 11. Juli 2018                         | Ken Whittingham      | Stephen Lloyd                 |
| 165        | 21        | Mord im Portland-Express?                       | Crazy Train                   | 11. Mai 2016         | 12. Juli 2018                         | Jim Hensz            | Jon Pollack & Ryan Walls      |
| 166        | 22        | Familienpolitik                                 | Double Click                  | 18. Mai 2016         | 12. Juli 2018                         | James Bagdonas       | Elaine Ko                     |

## Staffel 8
Die Erstausstrahlung der achten Staffel war vom 21. September 2016 bis zum 17. Mai 2017 auf dem US-amerikanischen Sender ABC zu sehen. Die deutschsprachige Erstausstrahlung sendete der deutsche Pay-TV-Sender Sky 1 vom 16. August bis zum 25. Oktober 2018.
| Nr. (ges.) | Nr. (St.) | Deutscher Titel                               | Originaltitel                           | Erstausstrahlung USA | Deutschsprachige Erstausstrahlung (D) | Regie                | Drehbuch                                          |
| ---------- | --------- | --------------------------------------------- | --------------------------------------- | -------------------- | ------------------------------------- | -------------------- | ------------------------------------------------- |
| 167        | 1         | Eine Geschichte aus drei Städten              | A Tale of Three Cities                  | 21. Sep. 2016        | 16. Aug. 2018                         | Chris Koch           | Elaine Ko                                         |
| 168        | 2         | Auf Tuchfühlung mit der Toleranz              | A Stereotypical Day                     | 28. Sep. 2016        | 16. Aug. 2018                         | Beth McCarthy-Miller | Jeffrey Richman                                   |
| 169        | 3         | Kinder-Überraschungen                         | Blindsided                              | 5. Okt. 2016         | 23. Aug. 2018                         | Jim Hensz            | Christy Stratton & Danny Zuker                    |
| 170        | 4         | Sturmhöhen                                    | Weathering Heights                      | 12. Okt. 2016        | 23. Aug. 2018                         | Gail Mancuso         | Paul Corrigan & Brad Walsh                        |
| 171        | 5         | Was würde Jesus tun... zu Halloween?          | Halloween 4: The Revenge of Rod Skyhook | 26. Okt. 2016        | 30. Aug. 2018                         | Chris Koch           | Stephen Lloyd                                     |
| 172        | 6         | Greif zu!                                     | Grab It                                 | 9. Nov. 2016         | 30. Aug. 2018                         | Beth McCarthy-Miller | Jeffrey Richman                                   |
| 173        | 7         | Warum geschieht alles das... zu Thanksgiving? | Thanksgiving Jamboree                   | 16. Nov. 2016        | 6. Sep. 2018                          | Steven Levitan       | Jon Pollack & Chuck Tatham                        |
| 174        | 8         | Geheime Allianz                               | The Alliance                            | 30. Nov. 2016        | 6. Sep. 2018                          | James Bagdonas       | Andy Gordon & Ryan Walls                          |
| 175        | 9         | Ausrutscher auf dem Schnee-Ball               | Snow Ball                               | 14. Dez. 2016        | 13. Sep. 2018                         | Beth McCarthy-Miller | Christy Stratton & Stephen Lloyd                  |
| 176        | 10        | Zirkusdirektor Keifth                         | Ringmaster Keifth                       | 4. Jan. 2017         | 13. Sep. 2018                         | Jim Hensz            | Vali Chandrasekaran                               |
| 177        | 11        | Der Apfel will weit weg vom Stamm             | Sarge & Pea                             | 11. Jan. 2017        | 20. Sep. 2018                         | James Bagdonas       | Abraham Higginbotham                              |
| 178        | 12        | Irrungen und Wirrungen... zum Valentinstag    | Do You Believe in Magic                 | 8. Feb. 2017         | 20. Sep. 2018                         | Gail Mancuso         | Jon Pollack                                       |
| 179        | 13        | Do It Yourself                                | Do It Yourself                          | 15. Feb. 2017        | 27. Sep. 2018                         | Jeff Walker          | Paul Corrigan & Brad Walsh                        |
| 180        | 14        | Den Menschen macht sein Wille groß und klein  | Heavy is the Head                       | 22. Feb. 2017        | 27. Sep. 2018                         | Ken Whittingham      | Danny Zuker                                       |
| 181        | 15        | Schnappt Fizbo!                               | Finding Fizbo                           | 1. März 2017         | 4. Okt. 2018                          | James Bagdonas       | Abraham Higginbotham & Chuck Tatham               |
| 182        | 16        | Härte, Holz und Heimlichkeiten                | Basketball                              | 8. März 2017         | 4. Okt. 2018                          | Jim Hensz            | Elaine Ko                                         |
| 183        | 17        | Unter dem Schweine-Mond                       | Pig Moon Rising                         | 15. März 2017        | 11. Okt. 2018                         | Chris Koch           | Paul Corrigan & Brad Walsh                        |
| 184        | 18        | Fünf Minuten                                  | Five Minutes                            | 29. März 2017        | 11. Okt. 2018                         | Gail Mancuso         | Elaine Ko                                         |
| 185        | 19        | Sei doch mal so, wie du nicht bist            | Frank’s Wedding                         | 5. Apr. 2017         | 18. Okt. 2018                         | Beth McCarthy-Miller | Andy Gordon                                       |
| 186        | 20        | Alle sind... gleich                           | All Things Being Equal                  | 3. Mai 2017          | 18. Okt. 2018                         | Michelle MacLaren    | Christy Stratton & Ryan Walls                     |
| 187        | 21        | Zeit allein                                   | Alone Time                              | 10. Mai 2017         | 25. Okt. 2018                         | Jim Hensz            | Abraham Higginbotham, Stephen Lloyd & Danny Zuker |
| 188        | 22        | Absolventen mit Anhang                        | The Graduates                           | 17. Mai 2017         | 25. Okt. 2018                         | Steven Levitan       | Jon Pollack, Jeffrey Richman & Chuck Tatham       |

## Staffel 9
Die Erstausstrahlung der neunten Staffel war vom 27. September 2017 bis zum 16. Mai 2018 auf dem US-amerikanischen Sender ABC zu sehen. Die deutsche Erstausstrahlung wurde vom 1. November 2018 bis zum 17. Januar 2019 beim deutschen Pay-TV-Sender Sky 1 gesendet.
| Nr. (ges.) | Nr. (St.) | Deutscher Titel                     | Originaltitel                       | Erstausstrahlung USA | Deutschsprachige Erstausstrahlung (D) | Regie                | Drehbuch                                            |
| ---------- | --------- | ----------------------------------- | ----------------------------------- | -------------------- | ------------------------------------- | -------------------- | --------------------------------------------------- |
| 189        | 1         | Sonnenfinsternis                    | Lake Life                           | 27. Sep. 2017        | 1. Nov. 2018                          | James Bagdonas       | Elaine Ko                                           |
| 190        | 2         | Ein langer Abschied                 | The Long Goodbye                    | 4. Okt. 2017         | 1. Nov. 2018                          | Jim Hensz            | Paul Corrigan, Brad Walsh                           |
| 191        | 3         | Der Unterhosenfluch                 | Catch of the Day                    | 11. Okt. 2017        | 8. Nov. 2018                          | Fred Savage          | Jeffrey Richman                                     |
| 192        | 4         | Sex, Lügen und Kickball             | Sex, Lies and Kickball              | 18. Okt. 2017        | 8. Nov. 2018                          | John Riggi           | Abraham Higginbotham                                |
| 193        | 5         | Phil und der Riesenkürbis           | It’s the Great Pumpkin, Phil Dunphy | 25. Okt. 2017        | 15. Nov. 2018                         | Beth McCarthy-Miller | Jon Pollack                                         |
| 194        | 6         | Der Zauber der Vergangenheit        | Ten Years Later                     | 1. Nov. 2017         | 15. Nov. 2018                         | Fred Savage          | Danny Zuker                                         |
| 195        | 7         | Eine Familie von Gewinnern          | Winner Winner Turkey Dinner         | 15. Nov. 2017        | 22. Nov. 2018                         | Beth McCarthy-Miller | Bill Wrubel                                         |
| 196        | 8         | Promi-Begegnungen                   | Brushes with Celebrity              | 29. Nov. 2017        | 22. Nov. 2018                         | Jeffrey Walker       | Vali Chandrasekaran                                 |
| 197        | 9         | Harte Prüfungen                     | Tough Love                          | 6. Dez. 2017         | 29. Nov. 2018                         | John Riggi           | Stephen Lloyd                                       |
| 198        | 10        | Keine kleinen Fußstapfen            | No Small Feet                       | 13. Dez. 2017        | 29. Nov. 2018                         | James Bagdonas       | Ryan Walls Idee: Ray Walls & Matt Plonsker          |
| 199        | 11        | Übermotiviert                       | He Said, She Shed                   | 3. Jan. 2018         | 6. Dez. 2018                          | Jim Hensz            | Jeffrey Richman & Ryan Walls                        |
| 200        | 12        | Ein paar letzte Worte               | Dear Beloved Family                 | 10. Jan. 2018        | 6. Dez. 2018                          | Gail Mancuso         | Bill Wrubel                                         |
| 201        | 13        | Im Kopf                             | In Your Head                        | 17. Jan. 2018        | 13. Dez. 2018                         | Steven Levitan       | Jack Burditt                                        |
| 202        | 14        | Es steht in den Sternen             | Written in the Stars                | 28. Feb. 2018        | 13. Dez. 2018                         | Jaffar Mahmood       | Abraham Higginbotham & Jon Pollack                  |
| 203        | 15        | Versohl mir den Hintern, Schätzchen | Spanks for the Memories             | 7. März 2018         | 20. Dez. 2018                         | James Bagdonas       | Paul Corrigan & Brad Walsh                          |
| 204        | 16        | Das Wein-Wochenende                 | Wine Weekend                        | 21. März 2018        | 20. Dez. 2018                         | Beth McCarthy-Miller | Elaine Ko                                           |
| 205        | 17        | Imponiergehabe                      | Royal Visit                         | 28. März 2018        | 3. Jan. 2019                          | Gail Mancuso         | Jeffrey Richman Idee: Jack Burditt & Jessica Poter  |
| 206        | 18        | Vaterkomplexe                       | Daddy Issues                        | 4. Apr. 2018         | 3. Jan. 2019                          | Chris Koch           | Vali Chandrasekaran & Stephen Lloyd                 |
| 207        | 19        | CHiPs und Salsa                     | CHiPs and Salsa                     | 11. Apr. 2018        | 10. Jan. 2019                         | Gail Mancuso         | Paul Corrigan & Brad Walsh & Bill Wrubel            |
| 208        | 20        | Mutter!                             | Mother!                             | 2. Mai 2018          | 10. Jan. 2019                         | Eric Dean Seaton     | Abraham Higginbotham Idee: Jon Pollack & Ryan Walls |
| 209        | 21        | Kein Entkommen                      | The Escape                          | 9. Mai 2018          | 17. Jan. 2019                         | Steven Levitan       | Jack Burditt & Danny Zuker                          |
| 210        | 22        | Furchtlose Helden                   | Clash of Swords                     | 16. Mai 2018         | 17. Jan. 2019                         | Jim Hensz            | Elaine Ko & Stephen Lloyd                           |

## Staffel 10
Die Erstausstrahlung der zehnten Staffel war vom 26. September 2018 bis zum 8. Mai 2019 auf dem US-amerikanischen Sender ABC zu sehen. Die deutschsprachige Erstausstrahlung wurde vom 20. Juni bis zum 29. August 2019 beim deutschen Pay-TV-Sender Sky One gesendet.
| Nr. (ges.) | Nr. (St.) | Deutscher Titel                 | Originaltitel                   | Erstausstrahlung USA | Deutschsprachige Erstausstrahlung (D) | Regie                | Drehbuch                                         |
| ---------- | --------- | ------------------------------- | ------------------------------- | -------------------- | ------------------------------------- | -------------------- | ------------------------------------------------ |
| 211        | 1         | Nichts geht über eine Parade    | I Love a Parade                 | 26. Sep. 2018        | 20. Juni 2019                         | James Bagdonas       | Paul Corrigan & Brad Walsh                       |
| 212        | 2         | Ein Kuss und seine Folgen       | Kiss and Tell                   | 3. Okt. 2018         | 20. Juni 2019                         | Steven Levitan       | Abraham Higginbotham & Jon Pollack               |
| 213        | 3         | Danger O’Shea                   | A Sketchy Area                  | 10. Okt. 2018        | 27. Juni 2019                         | Jeffrey Walker       | Elaine Ko                                        |
| 214        | 4         | Folge dem Herzen                | Torn Between Two Lovers         | 17. Okt. 2018        | 27. Juni 2019                         | Beth McCarthy-Miller | Jeffrey Richman & Danny Zuker                    |
| 215        | 5         | Trauerbewältigung               | Good Grief                      | 24. Okt. 2018        | 4. Juli 2019                          | Beth McCarthy-Miller | Vali Chandrasekaran & Stephen Lloyd              |
| 216        | 6         | Die Verführten                  | On the Same Paige               | 31. Okt. 2018        | 4. Juli 2019                          | Ryan Case            | Ryan Walls                                       |
| 217        | 7         | Angewandte Psychologie          | Did the Chicken Cross the Road? | 7. Nov. 2018         | 11. Juli 2019                         | Eric Dean Seaton     | Bill Wrubel                                      |
| 218        | 8         | Die Kinder heutzutage           | Kids these Days                 | 28. Nov. 2018        | 11. Juli 2019                         | James Bagdonas       | Jon Pollack & Danny Zuker                        |
| 219        | 9         | Eine Mutter wie ein Baum        | Putting Down Roots              | 5. Dez. 2018         | 18. Juli 2019                         | Kat Coiro            | Jack Burditt                                     |
| 220        | 10        | Immer der falsche Moment        | Stuck in a Moment               | 12. Dez. 2018        | 18. Juli 2019                         | Fred Savage          | Elaine Ko                                        |
| 221        | 11        | Ein bewegender Tag              | A Moving Day                    | 9. Jan. 2019         | 25. Juli 2019                         | Iwona Sapienza       | Paul Corrigan & Brad Walsh                       |
| 222        | 12        | Begegnung mit der Vergangenheit | Blasts from the Past            | 16. Jan. 2019        | 25. Juli 2019                         | Fred Savage          | Vali Chandrasekaran & Stephen Lloyd              |
| 223        | 13        | Offen für Neues                 | Whanex                          | 23. Jan. 2019        | 1. Aug. 2019                          | Elaine Ko            | Bill Wrubel                                      |
| 224        | 14        | Was ist mit Lily los?           | We Need to Talk About Lily      | 30. Jan. 2019        | 1. Aug. 2019                          | Abraham Higginbotham | Abraham Higginbotham & Jeffrey Richman           |
| 225        | 15        | SuperPartyBabyBowl              | SuperShowerBabyBowl             | 20. Feb. 2019        | 8. Aug. 2019                          | Helena Lamb          | Jack Burditt & Jon Pollack                       |
| 226        | 16        | Alarmstufe Rot                  | Red Alert                       | 27. Feb. 2019        | 8. Aug. 2019                          | Julie Bowen          | Ryan Walls & Jessica Poter Idee: Ryan Walls      |
| 227        | 17        | Die Wildnis                     | The Wild                        | 13. März 2019        | 15. Aug. 2019                         | James Bagdonas       | Elaine Ko                                        |
| 228        | 18        | Stand By Your Man               | Stand By Your Man               | 20. März 2019        | 15. Aug. 2019                         | Jim Hensz            | Jack Burditt & Bill Wrubel Idee: Jeffrey Richman |
| 229        | 19        | Die Ja-Sagerin                  | Yes-Woman                       | 3. Apr. 2019         | 22. Aug. 2019                         | Fred Savage          | Paul Corrigan & Brad Walsh                       |
| 230        | 20        | Kein Entkommen                  | Can't Elope                     | 10. Apr. 2019        | 22. Aug. 2019                         | Jeff Walker          | Danny Zuker                                      |
| 231        | 21        | Abschlussfeier                  | Commencement                    | 1. Mai 2019          | 29. Aug. 2019                         | Eric Dean Seaton     | Vali Chandrasekaran & Stephen Lloyd              |
| 232        | 22        | Ein Jahr voller Geburtstage     | A Year of Birthdays             | 8. Mai 2019          | 29. Aug. 2019                         | Steven Levitan       | Steven Levitan                                   |

## Staffel 11
Die Erstausstrahlung der elften Staffel war vom 25. September 2019 bis zum 8. April 2020 auf dem US-amerikanischen Sender ABC und zu sehen. Die deutschsprachige Erstausstrahlung wurde vom 17. September bis zum 12. November 2020 beim deutschen Pay-TV-Sender Sky One gesendet.
| Nr. (ges.) | Nr. (St.) | Deutscher Titel         | Originaltitel          | Erstausstrahlung USA | Deutschsprachige Erstausstrahlung (D) | Regie                | Drehbuch |
| ---------- | --------- | ----------------------- | ---------------------- | -------------------- | ------------------------------------- | -------------------- | --- |
| 233        | 1         | New Kids on the Block   | New Kids on the Block  | 25. Sep. 2019        | 17. Sep. 2020                         | Gail Mancuso         | Paul Corrigan & Brad Walsh                                                                                    |
| 234        | 2         | Kriminelle Frauen       | Snapped                | 2. Okt. 2019         | 17. Sep. 2020                         | Michael Spiller      | Elaine Ko |
| 235        | 3         | Perfekte Paare          | Perfect Pairs          | 9. Okt. 2019         | 24. Sep. 2020                         | Iwona Sapienza       | Stephen Lloyd                                                                                                 |
| 236        | 4         | Poolparty               | Pool Party             | 16. Okt. 2019        | 24. Sep. 2020                         | Abraham Higginbotham | Abraham Higginbotham & Jon Pollack                                                                            |
| 237        | 5         | Das letzte Halloween    | The Last Halloween     | 30. Okt. 2019        | 1. Okt. 2020                          | Fred Savage          | Danny Zuker                                                                                                   |
| 238        | 6         | Kampf der Maskottchen   | A Game of Chicken      | 6. Nov. 2019         | 1. Okt. 2020                          | Helena Lamb          | Vali Chandrasekaran                                                                                           |
| 239        | 7         | Das letzte Thanksgiving | The Last Thanksgiving  | 20. Nov. 2019        | 8. Okt. 2020                          | Eric Dean Seaton     | Jeffrey Richman                                                                                               |
| 240        | 8         | Dreiecks-Baumbeziehung  | Tree's A Crowd         | 4. Dez. 2019         | 8. Okt. 2020                          | Julie Bowen          | Ryan Walls |
| 241        | 9         | Das letzte Weihnachten  | The Last Christmas     | 11. Dez. 2019        | 15. Okt. 2020                         | Jeffrey Walker       | Abraham Higginbotham & Jon Pollack                                                                            |
| 242        | 10        | Verwirrendes Prescott   | The Prescott           | 8. Jan. 2020         | 15. Okt. 2020                         | Elaine Ko            | Elaine Ko |
| 243        | 11        | Das Vermächtnis         | Legacy                 | 15. Jan. 2020        | 22. Okt. 2020                         | Jason Kemp           | Jack Burditt & Christopher Lloyd                                                                              |
| 244        | 12        | Die große Reise         | Dead on a Rival        | 22. Jan. 2020        | 22. Okt. 2020                         | Jason Winer          | Jeffrey Richman & Ryan Walls                                                                                  |
| 245        | 13        | Paris                   | Paris                  | 12. Feb. 2020        | 29. Okt. 2020                         | James Bagdonas       | Paul Corrigan & Brandon Walsh                                                                                 |
| 246        | 14        | Spuds                   | Spuds                  | 19. Feb. 2020        | 29. Okt. 2020                         | Beth McCarthy-Miller | Vali Chandrasekaran & Stephen Lloyd                                                                           |
| 247        | 15        | Babyschritte            | Baby Steps             | 18. März 2020        | 5. Nov. 2020                          | Trey Clinesmith      | Steven Levitan & Morgan Murphy Idee: Abraham Higginbotham & Jon Pollack                                       |
| 248        | 16        | Das wird mir fehlen     | I’m Going to Miss This | 1. Apr. 2020         | 5. Nov. 2020                          | Fred Savage          | Jack Burditt & Danny Zuker                                                                                    |
| 249        | 17        | Finale - Teil 1         | Finale (1)             | 8. Apr. 2020         | 12. Nov. 2020                         | Steven Levitan       | Steven Levitan, Abraham Higginbotham, Jon Pollack, Ryan Walls, Jeffrey Richman, Morgan Murphy & Stephen Lloyd |
| 250        | 18        | Finale - Teil 2         | Finale (2)             | 8. Apr. 2020         | 12. Nov. 2020                         | Gail Mancuso         | Christopher Lloyd, Jack Burditt, Elaine Ko, Danny Zuker, Vali Chandrasekaran, Brad Walsh & Paul Corrigan      |